# Mando (videojuegos)
Un mando de videojuegos (gamepad en inglés) es un dispositivo de entrada usado para interactuar con un videojuego ya sea en una consola o en un ordenador. El mando permite moverse e interactuar con los elementos del juego para realizar las diversas acciones necesarias para cumplir los objetivos que se pueden visualizar gracias a un monitor o un televisor.
La creación del primer mando vino acompañada del juego de 1962 llamado Spacewar!, la cual facilitaba la jugabilidad por lo cual era parte de la plataforma PDP-1. El desarrollo de un sistema de entretenimiento electrónico a base de imágenes interactivas en un televisor creó la necesidad de contar con un dispositivo por medio del cual se logrará esta interacción. Así Ralph Baer, creador del primer sistema de videojuegos, acompañó su creación, la primera videoconsola Odyssey, con un par de joysticks (palanca de mando) para el juego entre dos participantes. El moderno diseño de la cruceta (D-pad) fue desarrollado por Gunpei Yokoi para el juego portátil Game & Watch Donkey Kong. Este diseño en particular fue patentado que después aplicó para un mando de la NES, y luego obtuvo un Premio Emmy de Tecnología e Ingeniería.
Los botones apartes de la palanca no faltaron de añadir que comenzó con un botón en el mando de Atari 2600, que fue una gran innovación para la Segunda Generación de videojuegos. Después comenzaría a expandir con dos botones en la consola de NES con dos botones del menú, y que en el caso de Sega Mega Drive (Genesis) en su versión original fuera con tres botones delanteras que después actualizó con seis botones en 1993 con el Remote Arcade Pad. El mando de la Super Nintendo fue la que cambió la industria con seis botones de acción en total en los principios de los 1990: cuatro botones delanteras y dos botones laterales (gatillos) que fueron inspirados en los juegos de pelea desde Street Fighter II. Más tarde, el DualDigital de la primera PlayStation añadió dos agarraderas al mando, y dos botones laterales más para tener ocho en total que tuvieron una inspiración para la industria desde entonces.

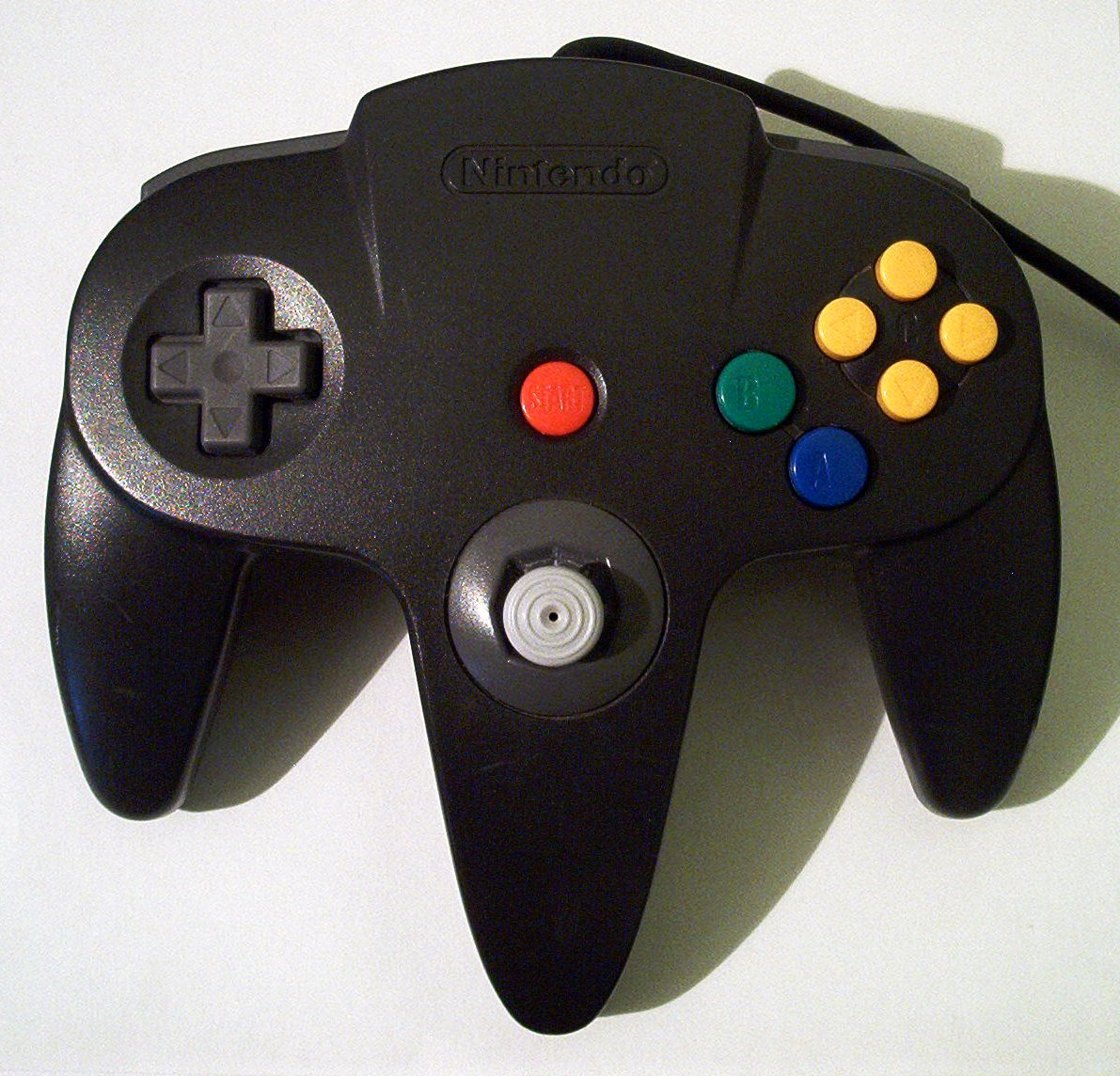
Mando diseñado para la Nintendo 64.

Los mandos originalmente nacieron para las consolas en forma de palanca, pero al llegar los videojuegos a las computadoras personales estos llegaron a ser también un dispositivo indispensable como el mismo teclado o el ratón. Un mando se caracteriza por ser un tablero que puede llevar botones, gatillos, palancas (generalmente, dos) o crucetas que pueden ser analógicas o digitales diseñado, cada elemento, para una función específica del juego.
Desde la salida al mercado del Dual Shock, en 1998, (segunda versión del controlador de PlayStation) se usaron mandos llamados de dicha forma para esa consola; así hasta hace poco, la PlayStation 4 usaba el DualShock 4. Y con la nueva generación de consolas, actualmente se usa el DualSense, de la actual PlayStation 5.
También hubo revoluciones del mando de videojuegos básicamente por Nintendo, como en 1996 con la Nintendo 64 que consiste de tres agarraderas del mando, y la Wii U en 2012 que incorpora una pantalla táctil de 6,2 pulgadas, además de tecnología NFC y barra de sensores, permitiéndole simular el aspecto de una portátil.

## Otros dispositivos de control de juegos
- Controlador de videojuegos
- Palanca de mando
- Pistola de luz
- Palanca